# Hans Hartmann (Musiker)
Hans Hartmann (* 3. März 1942 in  St. Gallen; † 17. Juli 2022) war ein Schweizer Jazzbassist und Chapman-Stick-Spieler.

## Leben und Wirken
Hartmann war zunächst Mitglied des Trios von Marcel Bernasconi und wurde nach einer Ausbildung auf dem Zürcher Konservatorium 1967 als bester Jazzbassist der Schweiz ausgezeichnet. Damals begleitete er den Bluesmusiker Champion Jack Dupree und spielte in einem Modern-Jazz-Quartett mit Remo Rau, Jürg Grau und Peter Candiotto. Seit 1968 arbeitete er in Deutschland, wo er zunächst mit den Emil Mangelsdorff Swingers aufnahm, und wurde 1974 für anderthalb Jahre Mitglied von Guru Guru. Anschliessend arbeitete er wieder im Jazzbereich. Er spielte u. a. mit Tomasz Stańko und Zbigniew Seifert (CD „Purple Sun“, 1973), mit Attila Zoller, Häns’che Weiss oder Chet Baker, ging aber auch mit Hannes Wader und mit Lydie Auvray auf Tour. Im Trio Triangel mit dem Saxophonisten Joe Kučera und Gitarrist Ron Randolf war er von 1980 bis 1997 tätig; auch spielte er bei Four Free Hands, in der Band von Jesse Ballard und in Uli Treptes Move Groove. In den letzten Jahren war er vorrangig im Bereich der Weltmusik aktiv.
Hartmann lebte viele Jahrzehnte in Berlin-Kreuzberg, bevor er sich nach Schlenzer zurückzog. Er verstarb am 17. Juli 2022.

## Diskographische Hinweise
- Swindia (pläne 1984)
- Hartmann – Aebli – Nussbaumer – Lüscher: More Than a Mood (Altrisuoni 1993, mit Denis Aebli, Florian Nussbaumer, Fredi Lüscher)
- Four Free Hands: Two Faces (Laika 1999, mit Andreas Brunn, Ned Irving)
- Four Free Hands: Eastern Moods (Laika 2001, mit Andreas Brunn, Vladimir Karparov, Maurice de Martin)